# Хоромхон
«Хоромхон» (монг. Хоромхон) — монгольский футбольный клуб из Улан-Батора. Основан в 1999 году.

## Стадион
Команда играет в Футбольном центр MFF. Каждые четыре года (2004, 2008, 2012) команда занимала 2-е место в чемпионате.

## Международные турниры
В международных турнирах не участвовала.

## Достижения
- Чемпионат Монголии по футболу
  - Чемпион (2) 2005, 2014
  - Серебро (3) 2004, 2008, 2012,
- Кубок Монголии по футболу
  - Обладатель кубка (1) 2012